# Antuvan Marovitch
Antuvan Marovitch (* 19. November 1926 in Istanbul, Türkei; † 15. Dezember 1991) war Apostolischer Vikar von Istanbul.

## Leben
Antuvan Marovitch empfing am 29. Juni 1956 die Priesterweihe für das damalige Apostolische Vikariat Konstantinopel.
Papst Johannes Paul II. ernannte ihn am 30. Oktober 1986 zum Titularbischof von Igilgili und bestellte ihn zum Apostolischen Vikar (Koadjutor) von Konstantinopel. Die Bischofsweihe spendete ihm am 18. Januar 1987 der damalige Apostolische Nuntius der Türkei und spätere Kardinal, Sergio Sebastiani; Mitkonsekratoren waren Bischof Antoine Dubois, Apostolischer Vikar von Konstantinopel, und Giuseppe Germano Bernardini, Erzbischof von Izmir. 
In seine Amtszeit fiel am 30. November 1990 die Umbenennung des Apostolischen Vikariats Konstantinopel in Apostolisches Vikariat Istanbul. Antuvan Marovitch starb mit 65 Jahren im Amt.